# Петар Александров
Петар Александров (болг. Петър Александров, нар. 7 грудня 1962, Карлово) — болгарський футболіст, що грав на позиції нападника. По завершенні ігрової кар'єри — тренер. З 2018 року входить до тренерського штабу клубу «Аарау».
Як футболіст Александров грав у різних клубах Болгарії, Бельгії, Німеччини та Швейцарії протягом 1980-х та 1990-х років і відзначався своєю гольовою здатністю. Також Петар провів 25 матчів за національну збірну Болгарії, забивши 5 голів, і грав на чемпіонаті світу 1994 року.
Почесний громадянин Софії.

## Клубна кар'єра
У дорослому футболі дебютував 1981 року виступами за команду «Торпедо» з рідного міста Карлово, в якій провів один сезон, взявши участь у 26 матчах другого дивізіону країни.
1982 року Александров перейшов до столичної «Славії». Відіграв за команду з Софії наступні сім сезонів своєї ігрової кар'єри. Більшість часу, проведеного у складі софійської «Славії», був основним гравцем атакувальної ланки команди і одним з головних бомбардирів, маючи середню результативність на рівні 0,58 голу за гру першості. У 1986 та 1988 роках з командою вигравав Балканський кубок і загалом зіграв за клуб у чемпіонаті 173 гри і забив 100 голів.
У 1989 році Александров перейшов в бельгійський «Кортрейк», в 1990 році — у східнонімецький «Енергі», а в 1991 році — у швейцарський «Аарау». У складі швейцарської команди він став в 1993 році чемпіоном країни, перше для команди за майже 80 років, забивши 19 м'ячів, в тому числі зробивши покер в гостьовому поєдинку проти клубу «Янг Бойз», завдяки чому став другим у списку бомбардирів після бразильця Сонні Андерсона.
На початку 1994 року, для того щоб отримати місце у заявці на чемпіонаті світу, повернувся на батьківщину у столичне «Левскі», з яким виграв чемпіонат і Кубок Болгарії. Після поїздки на чемпіонат світу Александров знову повернувся до Швейцарії, на цей раз у «Ксамакс». За підсумками сезону 1994/95 болгарський форвард став з 24 голами найкращим бомбардиром чемпіонату Швейцарії і був визнаний найкращим іноземним футболістом року в країні. Серед іншого він записав на свій рахунок хет-трик у домашній грі з «Базелем» і покер в домашньому матчі з «Лугано».
У 1995 році Александров перейшов в «Люцерн», у складі якого також став з 19 м'ячами найкращим бомбардиром чемпіонату Швейцарії в сезоні 1995/96. В подальші роки результативність нападника значно впала і на початку 1998 року він перейшов у «Баден» з другого швейцарського дивізіону, де дограв сезон, після чого ще два роки пограв у швейцарській еліті за «Аарау», а завершував кар'єру у невеличких швейцарських клубах «Кікерс» (Люцерн) та «Блу Старз» (Цюрих), за які виступав протягом 2000—2002 років у п'ятому за рівнем дивізіоні країни.

## Виступи за збірну
10 вересня 1986 року дебютував в офіційних іграх у складі національної збірної Болгарії в гостьовому матчі відбіркового турніру чемпіонату Європи 1988 року проти Шотландії, вийшовши в основному складі. Через півтора місяця він забив свій перший гол за національну команду, відкривши рахунок у гостьовій товариській грі з Тунісом.
Форвард був включений до складу збірної на чемпіонаті світу 1994 року у США, але на поле там так і не вийшов.
Всього протягом кар'єри у національній команді, яка тривала 9 років, провів у її формі 26 матчів, забивши 5 голів.

## Кар'єра тренера
Після завершення ігрової кар'єри Александров залишився в Швейцарії та очолив резервну команду «Аарау», де працював з 2002 по 2004 рік, після чого став помічником головного тренера грецького клубу ПАОК Рольфа Фрінгера.
З 2006 року він допомагав своєму співвітчизнику та колишньому товаришеві по збірній Красимиру Балакову, з яким працював спочатку у «Санкт-Галлені», а потім у «Грассгоппері», після чого протягом 2008 року входив до тренерського штабу Пламена Маркова у збірній Болгарії.
2009 року повернувся до роботи з Фрінгером, у штабі якого працював у «Люцерні» та «Блу Старз» (Цюрих), а з 2014 року працював у «Санкт-Галлені» як тренер молодіжної команди.
У червні 2015 року Александров став помічником тренера Патріка Рахмена у клубі «Б'єн» з другого дивізіону країни. 26 лютого 2016 року Рахмен покинув клуб і Александров до кінця сезону виконував обов'язки головного тренера.
З 2018 року входить до тренерського штабу клубу «Аарау».

## Титули і досягнення
- Чемпіон Швейцарії (1):

«Аарау»: 1992–1993
- Чемпіон Болгарії (1):

«Левскі»: 1993–1994
- Володар Кубка Болгарії (1):

«Левскі»: 1993—1994